# Stazione di Baia Santa Barbara
La stazione di Baia Santa Barbara è una fermata ferroviaria della ferrovia San Severo-Peschici a servizio dell'omonima contrada di Rodi Garganico, in provincia di Foggia.
È gestita dalle Ferrovie del Gargano.